# Човновий причіп

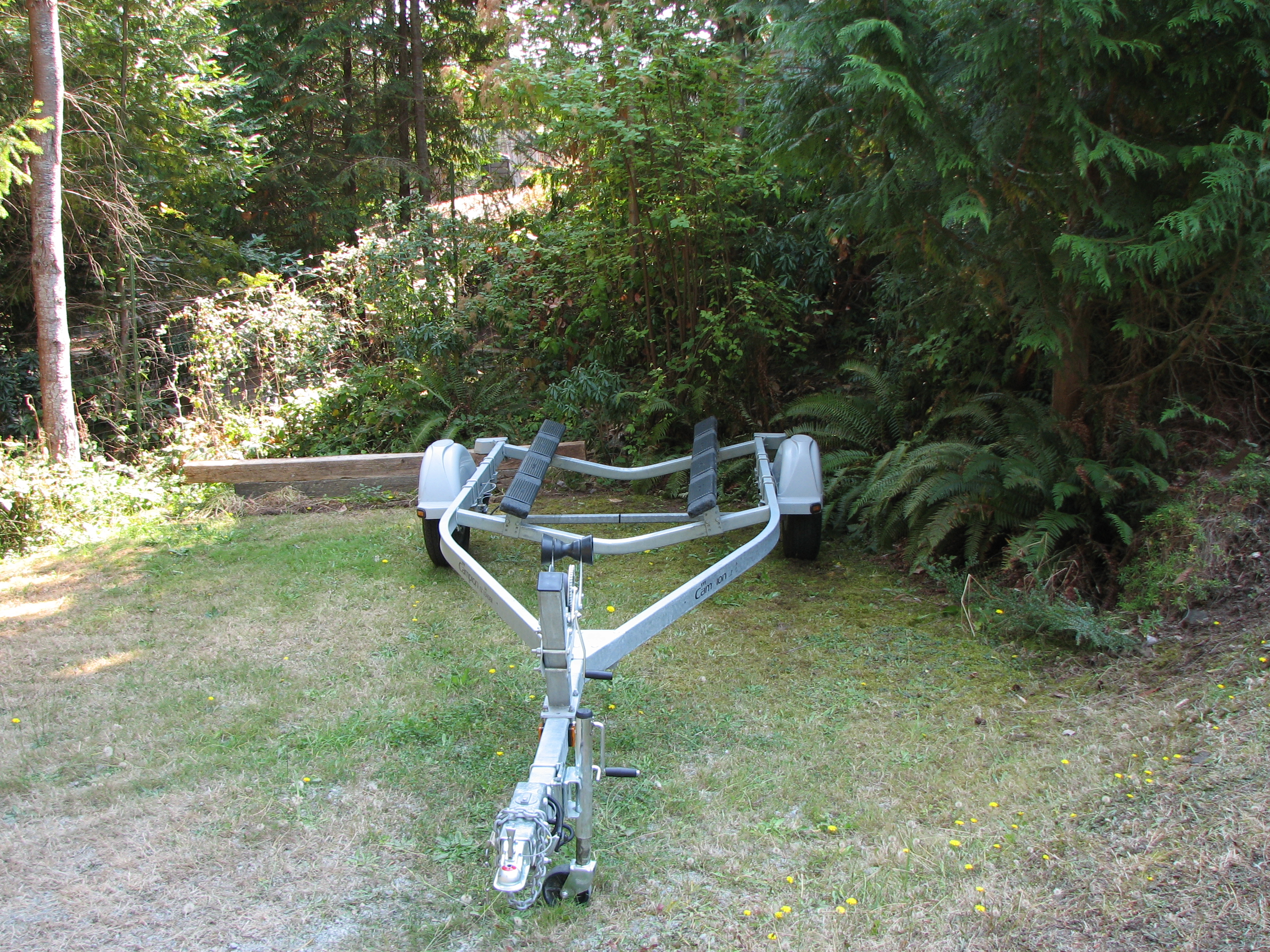
Порожній причіп

Причіп для човнів — це причіп, призначений для запуску на воду, перевезення й іноді зберігання човнів.

## Комерційні човнові причепи

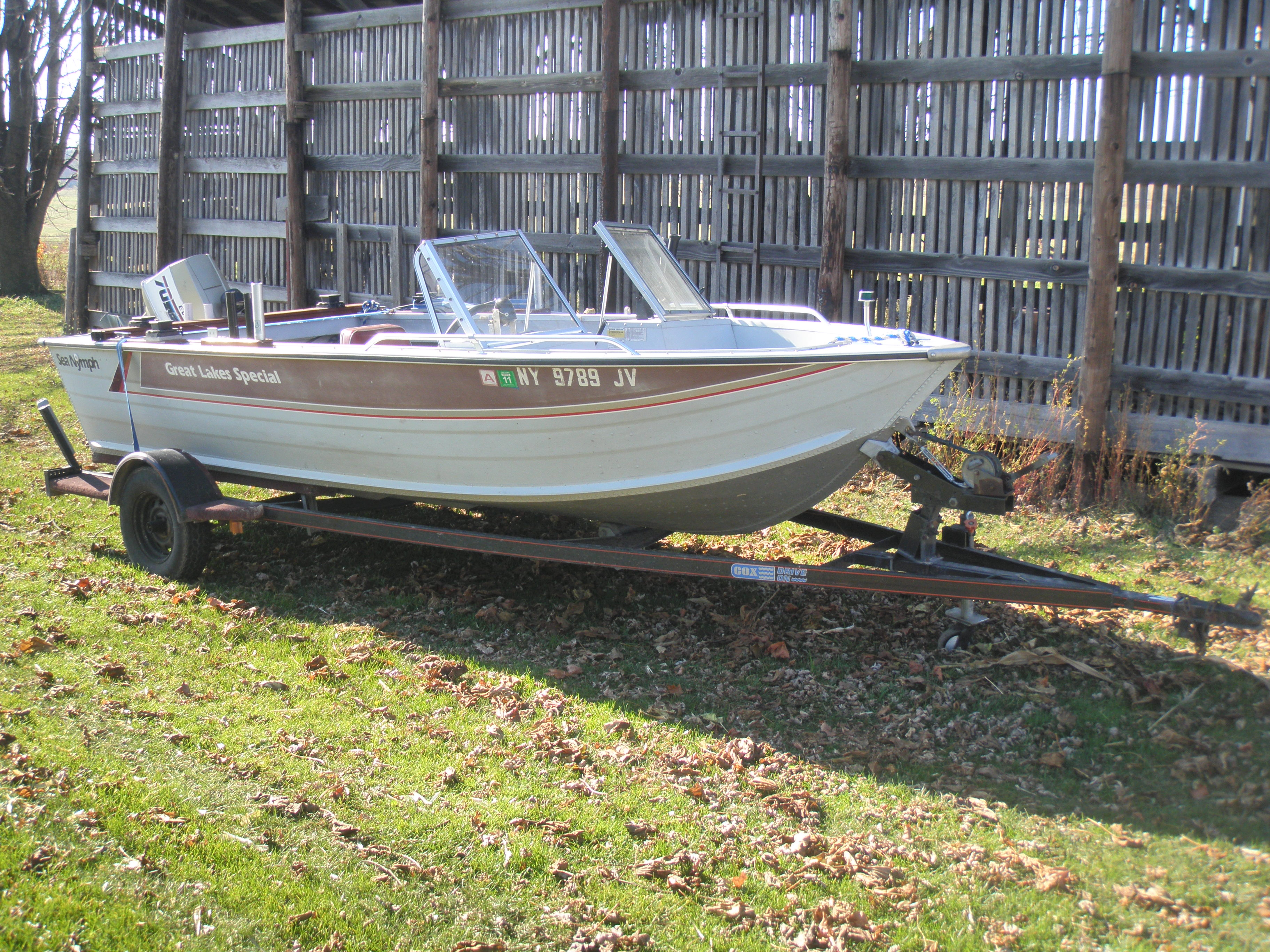
Sea Nymph, 6-футовий човен для риболовлі на Великих озерах (1,8 м)

Човнові причепи використовуються на причалах, в доках і на суднобудуванні. Як правило, такий тип причепа рідко використовується для зберігання човнів.

### Самохідні
Самохідні причепи для перевезення човнів не є трейлери в строгому сенсі цього слова. Ними зазвичай керують за допомогою власного тягача. 

## Приватні човнові причепи
Цей тип причепа зазвичай використовується у приватному господарстві самим власником човна. Цей трейлер підходить також для зберігання човнів.

## Розвантаження човнового причепа
У відповідному для цього місці причіп спускається в воду заднім ходом . Далі, коли плавзасіб починає відриватися від причепа за рахунок виштовхує сили розкручується лебідка і відчіплюється кріпильний гак .  Коли плавзасіб повністю спускається на воду причіп слід витягнути машиною назад на берег .

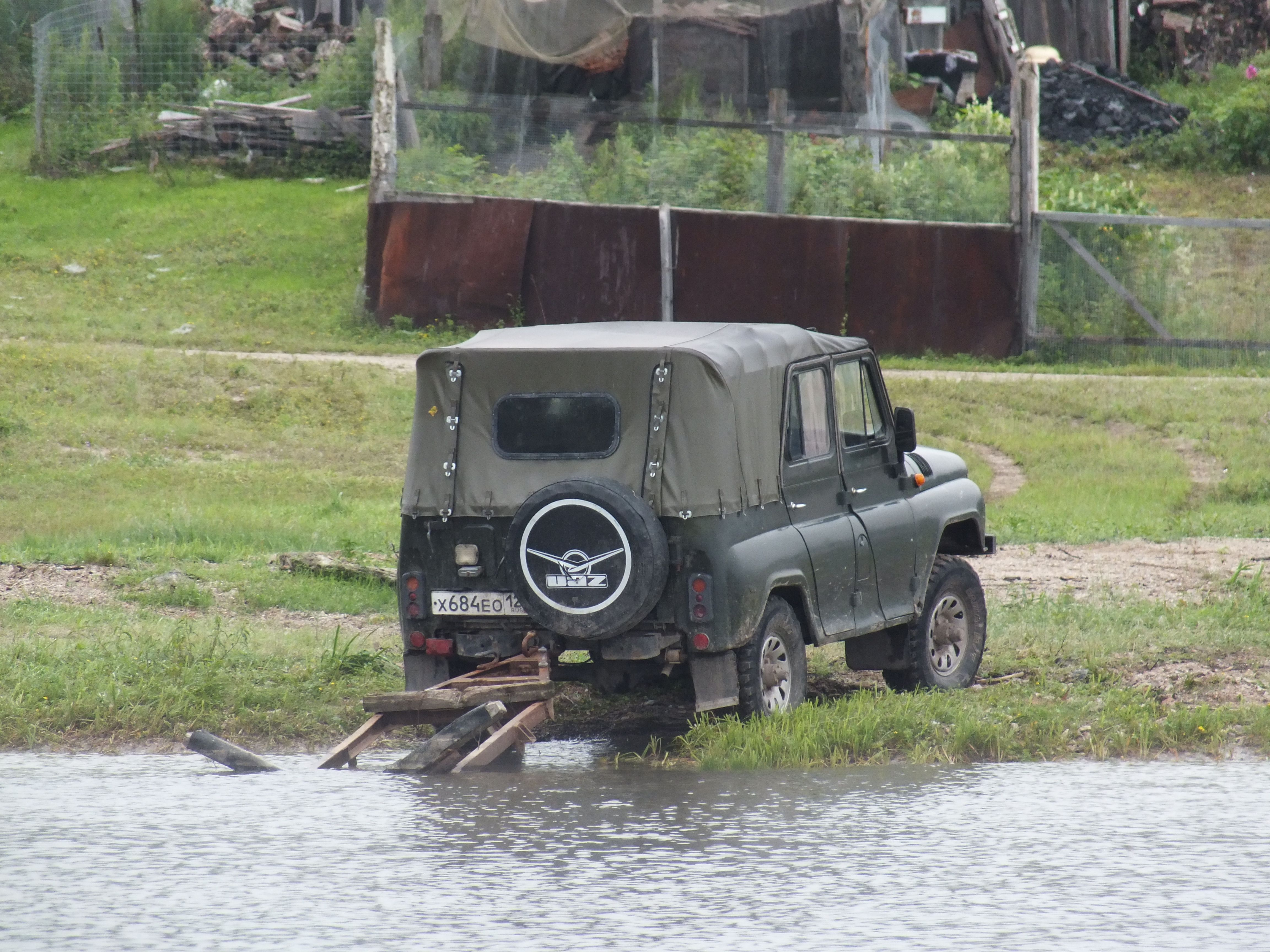
Автомобіль УАЗ витягує Човновий причіп з води в  Приморському краї .

## Завантаження човнового причепа
Підвезти або підтягнути причіп якомога ближче до човна, задню частину причепа опустити в воду.
Зафіксувати ручне гальмо і козел.
Затягнути лебідкою човен на причіп до упору, далі прибрати козел і витягнути причіп на берег машиною.
Як ложементів зазвичай використовують бруси або ролики.

Тойота Форчунер  з номерами Тойота Фортунер з номерами Хабаровського краю буксирує причіп з надувним човном . буксирує причіп з надувним човном . Тойота Форчунер  з номерами Тойота Фортунер з номерами Хабаровського краю буксирує причіп з надувним човном . буксирує причіп з надувним човном .